# Ballophilus peruanus
Ballophilus peruanus är en mångfotingart som beskrevs av Karl Wilhelm Verhoeff 1941. Ballophilus peruanus ingår i släktet Ballophilus och familjen Ballophilidae.
Artens utbredningsområde är Peru. Inga underarter finns listade i Catalogue of Life.